# 脳トリック
『脳トリック』（原題：Brain Games）は、ナショナル・ジオグラフィックで放送されている、幻想、心理実験、認知科学などをテーマにした大衆科学のテレビ番組である。この番組は双方向をコンセプトにしており、テレビの視聴者に、各エピソードのテーマとなる認知実験、つまり「脳のゲーム」に参加するよう促している。

## 概要
『脳トリック』は、2011年に全3回の特別番組として放送された。2013年にレギュラー番組として放送が開始されると、150万人の視聴者を抱えるナショナルジオグラフィックのオリジナルシリーズの中で、最高のプレミア評価の記録を打ち立てた。2013年のエミー賞にノミネートされ、批評家からも「科学を面白くする」と評価された。
パイロット版であるシーズン1ではニール・パトリック・ハリスがナレーターを務めたが、レギュラー放送となるシリーズ2からシーズン7まではジェイソン・シルバがホストを務めた。
ナショナルジオグラフィックは、番組が2018年秋に2時間のライブイベントとして復活すると発表したが、2020年現在もライブイベントは放送されていない。
2019年12月、4年ぶりとなるシーズン8が2020年1月20日から放送されることが発表された。また番組のホストは、キーガン＝マイケル・キーに変更された。

## 出演者

### 司会者
- ニール・パトリック・ハリス：ナレーター（シーズン1）
- ジェイソン・シルバ：ホスト（シーズン2–7）
- キーガン＝マイケル・キー：ホスト（シーズン8–現在）

### メイン
- アポロ・ロビンス：奇術アーティスト（シーズン1）
- エリック・ルクレール：イリュージョニスト
- マックス・ダーウィン：イリュージョニスト
- ベン・ベイリー：コメディアン
- ジェイ・ペインター：コメディアン（シーズン1「操作」）
- Andrei Jikh ：カーディスト（シーズン2「錯覚」）
- シェーラ・アシュリー・ツァイガー：即興演奏者
- ビル・ホブス：作家
- ジョーダン・ヒルシュ：即興演奏者
- アマンダヒルシュ：即興演奏者
- リオール・ソチャード：メンタリスト

### フィーチャー
- アート・シャピロ：アメリカン大学
- エイミー・バスティアン
- アレックス・トドロフ：プリンストン大学
- ブレイディ・バー
- ブライアン・ショル：イェール大学
- Coren Apicella ：ペンシルベニア大学心理学者
- チェス・ステットソン：カリフォルニア工科大学
- ダン・シモンズ
- フランス・ドゥ・ヴァール：エモリー大学
- フォレスト・グリフィン：UFCファイター（シーズン2「連携」）
- ヘレン・フィッシャー：ラトガーズ大学人類学者
- ジム・コーン：バージニア大学心理学者
- ジョナ・バーガー：ペンシルベニア大学
- ジョシュア・アッカーマン：マサチューセッツ工科大学
- Kamran Fallahpour ：ブレインリソースセンター
- カレン・ウィン
- ローリー・R・サントス：イェール大学
- マーク・チャンギージー：計算論的神経科学者
- マイケル・ビスピン：UFCファイター（シーズン2「連携」）
- Rhoda Boone：フードアーティスト（シーズン2「食欲」）
- シャンカー・ベーダンタム：ナショナル・パブリック・ラジオの科学の特派
- スティーブ・シリッパ（シーズン1「視覚」）
- スーザン・カーネル：ジョンズ・ホプキンズ大学
- スザンヌ・ディッカー：ニューヨーク大学
- Sri Sarma ：Asst。ジョンズ・ホプキンズ大学教授
- スコットバリーカウフマン
- サラ・メドニック：カリフォルニア大学
- ハリソン・グリーンバウム：物理現象のデバンカー（シーズン2「迷信」）
- デーヴ・ゲルツ：ブンゼン・ハニーデュー博士
- デヴィッド・ラッドマン：ビーカー
- ダニエル・レヴィティン：マギル大学教授

## 放送リスト
他のナショナル・ジオグラフィックの番組と同様、日本放送版では、シーズンの区切り方や放送順序が本国版とは異なっている。

### オリジナル版の区切り
| シーズン | シーズン | 話数 | 話数 | 放送期間      | 放送期間      |
| シーズン | シーズン | 話数 | 話数 | 初回放送      | 最終回放送    |
| -------- | -------- | ---- | ---- | ------------- | ------------- |
|          | 1        | 3    | 3    | 2011年10月9日 | 2011年11月9日 |
|          | 2        | 12   | 12   | 2013年4月22日 | 2013年6月24日 |
|          | 3        | 10   | 10   | 2014年1月6日  | 2014年3月17日 |
|          | 4        | 12   | 12   | 2014年7月14日 | 2014年8月25日 |
|          | 5        | 10   | 10   | 2015年1月19日 | 2015年3月16日 |
|          | 6        | 6    | 6    | 2015年6月28日 | 2015年6月29日 |
|          | 7        | 6    | 6    | 2016年2月14日 | 2016年3月20日 |
|          | 8        | 8    | 8    | 2020年1月20日 | 2020年3月2日  |

### シーズン1
全12話
| 話数 | 原題                | 邦題 | 放送日        |
| ---- | ------------------- | ---- | ------------- |
| 1    | Seeing Is Believing | 視覚 | 2013年5月27日 |
| 2    | Power of Persuasion | 操作 | 2013年5月6日  |
| 3    | Focus Pocus         | 注視 | 2013年4月22日 |
| 4    | Motion Commotion    | 神経 | 2013年4月29日 |
| 5    | Don't Be Afraid     | 恐怖 | 2013年4月29日 |
| 6    | You Decide          | 判断 | 2013年6月3日  |
| 7    | Use It Or Lose It   | 脳力 | 2013年6月10日 |
| 8    | Liar, Liar          | 真実 | 2013年6月24日 |
| 9    | What You Don't Know | 理解 | 2013年5月13日 |
| 10   | It's About Time     | 時間 | 2013年4月22日 |
| 11   | Illusion Confusion  | 透視 | 2013年6月17日 |
| 12   | Battle of The Sexes | 性別 | 2013年5月20日 |

### シーズン2
全20話
| 話数 | 原題                  | 邦題 | 放送日         |
| ---- | --------------------- | ---- | -------------- |
| 1    | Battle of the Ages    | 年齢 | 2013年11月11日 |
| 2    | In Living Color       | 色覚 | 2014年1月6日   |
| 3    | What's Going On?      | 認識 | 2014年2月3日   |
| 4    | Trust Me              | 信頼 | 2014年1月20日  |
| 5    | Laws of Attraction    | 恋愛 | 2013年1月13日  |
| 6    | Stress Test           | 緊張 | 2014年1月27日  |
| 7    | In It to Win It       | 競争 | 2014年3月10日  |
| 8    | Retrain Your Brain    | 鍛錬 | 2014年2月24日  |
| 9    | Mind Your Body        | 連携 | 2014年3月3日   |
| 10   | Follow the Leader     | 同調 | 2014年3月17日  |
| 11   | Food for Thought      | 食欲 | 2014年8月4日   |
| 12   | Risk                  | 判断 | 2014年4月21日  |
| 13   | Addiction             | 依存 | 2014年4月14日  |
| 14   | Language              | 言語 | 2014年4月21日  |
| 15   | Superstitions         | 迷信 | 2014年4月28日  |
| 16   | Patterns              | 錯覚 | 2014年8月18日  |
| 17   | Compassion            | 温情 | 2014年4月14日  |
| 18   | Anger                 | 憤慨 | 2014年8月11日  |
| 19   | Battle of The Sexes 2 | 男女 | 2014年4月28日  |
| 20   | Intuition             | 直観 | 2014年8月25日  |

### シーズン3
全16話
| 話数 | 原題              | 邦題             | 放送日        | 視聴数  |
| ---- | ----------------- | ---------------- | ------------- | ------- |
| 1    | Common Sense      | 常識             | 2015年1月19日 | 686,000 |
| 2    | Left vs. Right    | 左脳VS右脳       | 2015年1月19日 | 714,000 |
| 3    | Morality          | モラル           | 2015年1月26日 | 773,000 |
| 4    | Money             | お金             | 2015年2月2日  | 743,000 |
| 5    | Paranormal        | 超常現象         | 2015年2月9日  | 711,000 |
| 6    | Memory            | 記憶             | 2015年2月16日 | 699,000 |
| 7    | Misconceptions    | 誤解             | 2015年2月23日 | 702,000 |
| 8    | Faces             | 表情             | 2015年3月16日 | 685,000 |
| 9    | Logic             | ロジック         | 2015年3月9日  | 680,000 |
| 10   | Peer Pressure     | 同調             | 2015年3月2日  | 575,000 |
| 11   | Sleep             | 睡眠             | 2013年6月28日 | 476,000 |
| 12   | Imagination       | イマジネーション | 2015年6月29日 | 475,000 |
| 13   | Positive Thinking | プラス思考       | 2015年6月28日 | 524,000 |
| 14   | Perspective       | 目に見えるもの   | 2015年6月28日 | 481,000 |
| 15   | Scams             | 詐欺             | 2015年6月28日 | 489,000 |
| 16   | Animal vs. Human  | 動物と人間の違い | 2015年6月29日 | 400,000 |

### 特別編
全1話
| 話数 | 原題             | 邦題                     | 放送日         |
| ---- | ---------------- | ------------------------ | -------------- |
| 1    | Try This at Home | 気軽に試せる脳トレゲーム | 2015年10月26日 |

### シーズン4
全6話
| 話数 | 原題                  | 邦題                   | 放送日        |
| ---- | --------------------- | ---------------------- | ------------- |
| 1    | Brains Behaving Badly | 罪                     | 2016年2月28日 |
| 2    | Life of the Brain     | 脳の一生               | 2016年3月6日  |
| 3    | Super Senses          | 超感覚                 | 2016年3月13日 |
| 4    | Meet the Brain        | 脳トリック in ロンドン | 2016年2月14日 |
| 5    | The God Brain         | 信仰                   | 2016年2月21日 |
| 6    | The Survivor Brain    | サバイバル脳力         | 2016年3月20日 |

## 賞
| 年     | 賞                       | カテゴリー                   | 結果       | 出典   |
| ------ | ------------------------ | ---------------------------- | ---------- | ------ |
| 2013年 | プライムタイム・エミー賞 | 情報シリーズ/スペシャル部門  | ノミネート | [ 19 ] |
| 2015年 | イマジン賞               | Best Variety or Reality Show | ノミネート | [ 20 ] |